# Ubaldo Bordanova
Ubaldo Bordanova Moreno (c. 1866-1909) fue un pintor y dibujante español.

## Biografía
Era originario de Madrid, donde habría nacido hacia 1866. Colaboró con ilustraciones en la revista taurina La Lidia. A mediados de la década de 1890 se instaló en las Canarias. Entre sus trabajos en estas islas se encontró la restauración del templo de El Salvador de Santa Cruz de la Palma. Falleció en 1909 en La Palma, presa del alcoholismo.